# ريه كيمورا
ريه كيمورا (木村 理恵) (30 يوليو 1971 في كيوتو في اليابان – )؛ هي لاعبة كرة قدم كانت تلعب كمدافع. ولعبت مع منتخب اليابان لكرة القدم للسيدات.